# Bernie Worrell
George Bernard „Bernie” Worrell, Jr. (n. 19 aprilie 1944) este un claviaturist și compozitor american cel mai cunoscut pentru activitatea cu Parliament-Funkadelic și Talking Heads. Este membru al Rock and Roll Hall of Fame fiind inclus în 1997 împreună cu alți cincisprezece membrii ai Parliament-Funkadelic. Ice Cube l-a numit ca cel mai bun claviaturist pe care l-a auzit vreodată.